# Batman Fights Dracula
Batman Fights Drácula es una película de superhéroes filipina de 1967 dirigida por Leody M. Diaz y con guion de Bert R. Mendoza. Se cree que la película, que no fue autorizada por DC, está perdida. Esta película marca la primera vez que Batman interactúa con Drácula, un concepto que se exploraría en Batman: Red Rain y The Batman vs. Drácula.

## Argumento
La historia se refería al científico loco llamado Dr. Zorba quien, después de ser derrotado repetidamente por Batman, encuentra una manera de resucitar al malvado Conde Drácula, controlarlo e incluso hacerlo más fuerte, haciéndolo invencible frente a las formas tradicionales de matarlo, como cruces cristianas.
Drácula se cuela en la Baticueva y ataca a Batman. Batman intenta usar agua bendita y una cruz para herir al vampiro, pero debido a las maquinaciones de Zorba, no tienen ningún efecto. Drácula arroja a Batman contra una pared y luego huye, dejando a Batman noqueado. Cuando su mayordomo, Turko (un personaje basado en Alfred Pennyworth), encuentra a Batman inconsciente, atiende las heridas del luchador contra el crimen y luego llama a la novia y al compañero de Batman para que lo ayuden a rastrear a su atacante.
Después de rastrear a Zorba en su fortaleza subterránea, Ruben (un personaje basado en el actual compañero Robin) y la hermosa Marita logran matar al malvado doctor poniendo al vampiro en su contra. Luego, el vampiro es investigado por Batman en recuperación dentro de una jaula en la Baticueva, y la película termina con Batman dándole una conferencia a Drácula sobre la justicia.

## Reparto acreditado
- Jing Ábalos como Batman/Bruce Mabuto
- Ramón d'Salva como Dr. Zorba
- Vivian Lorrain como Marita Banzón
- Nort Nepomuceno como Alan "Turko" Turkentop
- Dante Rivero como Drácula
- Rolan Robles como Rubén